# Spiritual Warfare
Spiritual Warfare est un jeu vidéo de rôle sorti en 1992 sur PC (DOS), Game Boy et Nintendo Entertainment System ; puis, en 1994 sur Mega Drive. Le jeu a été développé et édité par Wisdom Tree, une société de développement et d'édition de jeux vidéo chrétiens.
Spiritual Warfare est profondément inspiré par The Legend of Zelda.